# 弦樂小夜曲 (德弗札克)
安东宁·德沃夏克的E大調弦樂小夜曲，作品22（布氏號52），完成於1875年5月，費時僅兩週。這首作品寫於他的早期生涯，現在則是最受歡迎的德弗札克作品之一，也是音樂廳演出曲目的常客。

## 背景
1875年的德弗札克仍在建立自己的口碑，這時從維也納傳來一件邀請，附帶相當慷慨的條件，使他可以放心寫作。完成於同時期的作品還包括他的第5號交響曲、第2號弦樂五重奏、第1號鋼琴三重奏等等。資料顯示，弦樂小夜曲的整個創作過程只有12天，在5月14日便告完成。後人認為這首作品屬於德弗札克的練筆之作，原因是小夜曲做為一個曲類，內容上足以乘載演出的娛樂性，格式上則不如交響曲那般嚴格。

### 首演
1876年12月10日於布拉格，Adolf Čech指揮。

### 出版
1877年由布拉格出版商Emanuel Starý出版鋼琴改編版，1879年柏林的Bote & Bock出版總譜。

## 分析
本曲共五個樂章：
1. 中板
2. 華爾滋速度
3. 詼諧曲，活潑的
4. 甚緩板
5. 終曲，甚快板

以曲式論，除了第5樂章以奏鸣曲式寫成之外，其餘樂章都是三段體。

## 外部連結
- Antonin-dvorak.cz的作品解釋 （页面存档备份，存于）
- 德弗札克弦樂小夜曲：国际乐谱典藏计划上的乐谱